# Diffraktivt gitter (optisk)
 Denne artikel bør gennemlæses af en person med fagkendskab for at sikre den faglige korrekthed.

Et optisk diffraktivt gitter er en enten spejlende eller transparent overflade der er forsynet med striber eller et andet repeterende mønster med detaljer på nogle få mikrometer eller mindre. På grund af et fænomen der kaldes diffraktion vil det lys der passerer eller reflekteres fra et sådant gitter blive "sorteret" efter bølgelængde, fordi lys med forskellige bølgelængder forlader gitteret i forskellige vinkler. Gitterkonstanten er afstanden mellem to spalter, riller eller andre rumligt gentagne strukturer, i gitteret.
Når lyset passerer gennem en spalte vil noget af den fortsætte uændret ligeud, men da lys har den egenskab at kunne bøje om hjørner vil noget af lyset udbrede sig i ringe på den anden side af spalten. Hvor flere spalter ligger ved siden af hinanden vil disse bølger interferere og danne ’lyskegler’, som har en bestemt vinkel, φn, til udgangspunktet, som beskrevet ved gitterligningen. n er ordenen for hvilket nr. lysstrålen er i rækken fra centrum.
Ved at sende hvidt lys igennem et optisk gitter vil farverne med forskellig bølgelængde afbøjes i forskellige vinkler – de store bølgelængder afbøjes mest og de små bølgelængder afbøjes mindst. Derfor er det blå lys tættest på centrum og det røde lys længst væk.
’Lyskeglerne’ bliver dannet ved at en bølgetop interfererer med den foregående bølge fra nabospalten. Altså første bølge fra første sprække, anden bølge fra anden sprække, tredje…